# ALCO RS-1
ALCO RS-1 byla americká čtyřnápravová dieselelektrická lokomotiva vyráběná v letech 1941 až 1960 lokomotivkou American Locomotive Company ve spolupráci s firmou General Electric. Je považována za vůbec prvního zástupce lokomotiv koncepce road switcher, strojů vhodných pro traťovou službu i posun, které se postupně staly standardem v americké nákladní železniční dopravě. Označení RS-1, kde RS znamená právě road switcher, je všeobecně používáno i přesto, že v době výroby nešlo o oficiální označení výrobce. Téměř dvacetileté období produkce stroje RS-1 činilo nejdéle vyráběným typem americké dieselové lokomotivy. Byla vyráběna i šestinápravová verze této lokomotivy, nesoucí označení RSD-1.

## Vývoj
Lokomotiva RS-1 vznikla na počátku 40. let na základě požadavku železniční společnosti Rock Island na univerzální lokomotivu, kterou by bylo možné využít při posunu i ve vozbě nákladních a osobních vlaků na vedlejších tratích. V té době bylo obvyklé, že pro odlišné typy výkonů byly vyvíjeny rozdílné typy lokomotiv, koncept lokomotivy schopné vykonávat široké množství úkolů tak představuje důležitý historický milník ve vývoji amerických dieselových lokomotiv. Stroje RS-1 sice ještě nedisponovaly dostatečným výkonem, aby mohly být standardně nasazovány i na hlavních tratích, to se ale v poválečném období s příchodem nových modelů společnosti Alco i dalších výrobců změnilo a v průběhu 50. let se podobné lokomotivy ve výrobě staly převládajícím typem. Proti tehdejším traťovým skříňovým lokomotivám totiž jejich kapotové uspořádání poskytovalo lepší výhled při posunu a snadnější přístup k vnitřním komponentům při údržbě.

## Popis

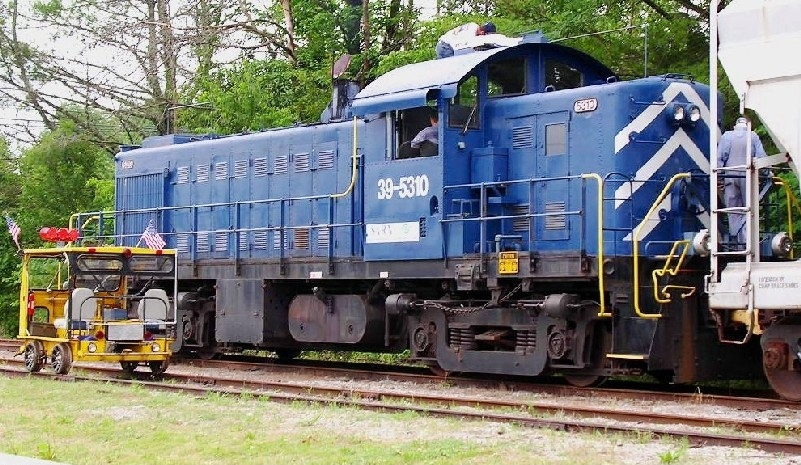
Muzejní lokomotiva RS-1

Lokomotiva RS-1 vycházela z tehdy vyráběných posunovacích lokomotiv S-2, od kterých se odlišovala prodlouženým rámem, dosazením krátké kapoty, do níž bylo možné umístit vytápěcí parní generátor, a osazením na dvounápravové podvozky General Steel Castings (později standardizované jako AAR typ B) s prodluženým rozvorem. Stroj byl vybaven dvěma palivovými nádržemi, každá měla objem kolem 3 000 l. Jedna z nich byla zavěšena pod rámem, druhá se nacházela pod stanovištěm obsluhy. U lokomotiv vybavených parním generátorem byla druhá zmiňovaná využita jako nádrž na vodu. Lokomotiva byla poháněna čtyřdobým řadovým šestiválcem Alco / McIntosh & Seymour 539T. Písmeno T značilo přeplňování turbodmychadlem, která byla vyráběna ve Spojených státech na základě licence švýcarského inženýra Alfreda Büchiho. Motor dosahoval maximálního výkonu 750 kW při 740 ot./min. Přenos výkonu byl elektrický stejnosměrný, využíval trakční generátor GT-553 a trakční motory GE-731, obojí dodávané firmou General Electric, která v letech 1940 až 1953 spolupracovala s lokomotivkou Alco na výrobě i prodeji lokomotiv pod značkou Alco-GE. Při standardním převodovém poměru 75:16 a průměru dvojkolí 1016 mm lokomotiva RS-1 dosahovala maximální rychlosti 97 km/h a disponovala trvalou tažnou silou 151 kN (při rychlosti 13 km/h). Hmotnost lokomotivy byla přibližně 109 tun, maximální rozjezdová tažná síla pak 320 kN.

## RSD-1

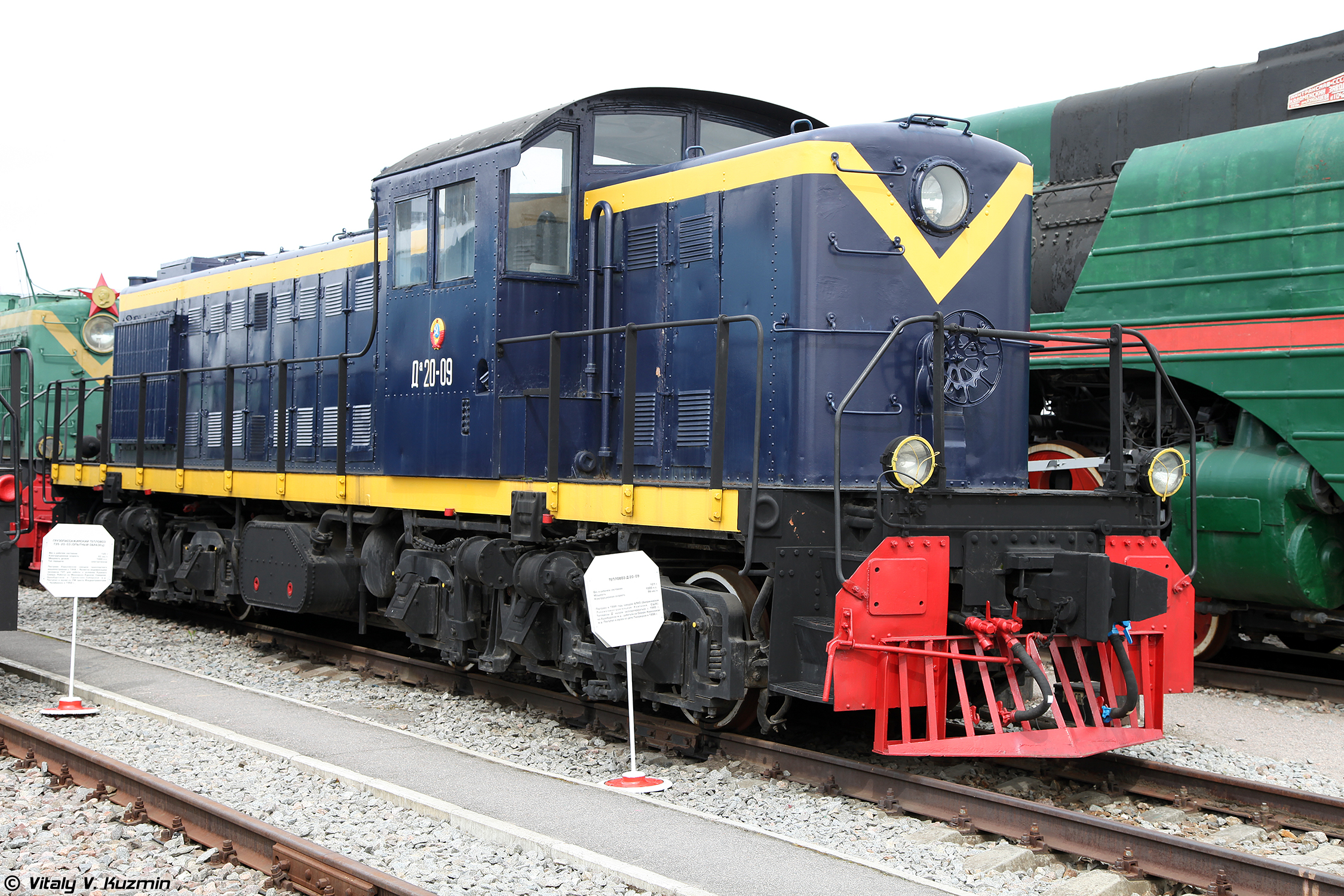
Bývalá sovětská RSD-1 (Д^{А}20)

Historie typu Alco RSD-1 se začala psát na počátku 2. světové války, kdy americká armáda zrekvírovala prvních 13 dokončených lokomotiv RS-1 a nechala je upravit pro provoz na Transíránské železnici, která byla v té době důležitou tepnou pro dopravu válečného materiálu do Sovětského svazu. Pro snížení nápravové hmotnosti lokomotivy obdržely třínápravové podvozky (uspořádání pojezdu Co’Co’) a kvůli menšímu průjezdnému průřezu bylo nutné zkosit boky stanoviště obsluhy. V průběhu války bylo pro americkou armádu vyrobeno 144 lokomotiv RSD-1, část z nich byla nasazována například v Belgii a Francii, 70 širokorozchodných strojů pak bylo poskytnuto Sovětskému svazu. Tam byly označeny jako řada ДА20 a po válce se staly předlohou několika typů sovětských lokomotiv. Pro severoamerické železnice bylo naopak vyrobeno pouze 6 kusů těchto lokomotiv, které byly dodány mexickým státním drahám, několik původních lokomotiv RS-1 bylo nicméně později na typ RSD-1 upraveno.